# Ótátrafüred
Ótátrafüred (szlovákul: Starý Smokovec, németül: Altschmecks, lengyelül: Stary Smokowiec) üdülőtelepülés, Magastátra város központi része Szlovákiában, a Magas-Tátrában, az Eperjesi kerület Poprádi járásában. A Magas-Tátra legnagyobb és legrégibb üdülőtelepülése.

## Fekvése
A Magas-Tátrában, Poprádtól 12 km-re északnyugatra fekszik.

## Nevének eredete
Neve Ivan Bohuš Tátra-kutató feltételezése szerint az ószláv smok (= kígyó, sárkány, manó) főnévből származik.
1846. július 31-én kapta mai nevét híres fürdőjére utalásul, azelőtt Schmeksnek hívták, mivel a régi történet szerint a környéken vadászó Csáky István a forrásnál ivó egyik falusi lányt németül így kérdezte: "Schmeckt es gut?". Korábban a forrást Schlangedorfer Sauerbrunnként hívták.

## Története
A terület a 20. század előtt Malompatak (szlovákul Mlynica) határához tartozott. Savanyúvízforrását már 1723-ban említik, első épületét, egy vadászlakot birtokosa, gr. Csáky István építtette 1793-ban. Savanyúvízforrásainak köszönhetően gyorsan kiépült, 1824-ben már étterme is volt, fejlődésében környékbeli vállalkozók játszottak szerepet.
Ahogy Tátrafüred Csáky István grófnak köszönheti alapítását, úgy a felvirágoztatása Rainer János György érdeme. 1833-ban vette bérbe a telepet, amely akkor mindössze hat házból állt. Rövid megszakításokkal feleségével együtt vezette a telepet és amikor 1868-ban a bérlettől visszavonult, már 20 ház állt az egykori 6 helyén. Lakóházat, tánc-, játék- és éttermeket létesített, fürdőt rendezett be, a környéket szabályozta, sétautakat és gyalogutakat épített a közeli völgyekben. Az első fürdőorvost (Dr. Possewitz, 1840) ő alkalmazta és az ő közreműködésének tudható be, hogy Szepes vármegye kocsiutat épített Tátrafüredre. Működése alatt a település látogatottsága megsokszorozódott és nagy hírnévre tett szert.
1865-ben a Tar-pataki-völgyben felépíttette az első tátrai menedékházat, melyet később róla neveztek el Rainer-kunyhónak.

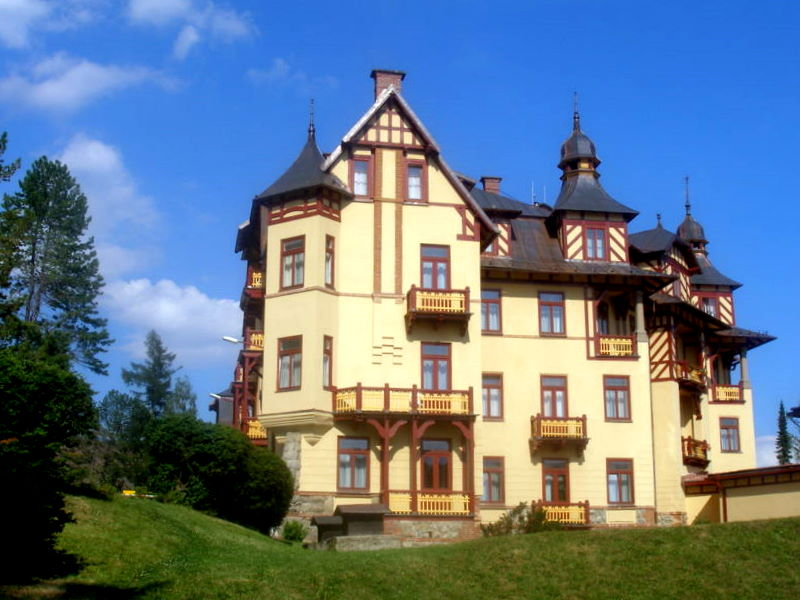
A Grandhotel 1904-ben épült

1873. augusztus 10-én Ótátrafüreden alakult meg a Magyarországi Kárpát Egyesület (MKE), Magyarország első, a világ hetedik turista klubja, mely rövid időn belül országos jelentőségű szervezetté vált. Meg kell említeni, hogy a tagdíjakon és adományokon kívül a tátrai fürdőbevételek egyharmada is a Magyarországi Kárpát Egyesületet illette. A Grandhotel 1904-ben, a Tarajkára (Hrebienok) felvivő sikló 1908-ban épült meg. A település 1920-ig Szepes vármegye Szepesszombati járásához tartozott.

A Sport Hotel 1930-ban épült. Ótátrafüred 1947-ben alakult önálló községgé és az ezzel egyidőben szervezett Magastátrai járás székhelye lett. Ennek a közigazgatási egységnek a határai nagyjából a mai Magastátra városéval estek egybe, de akkor még több község volt itt. A járás 1960-ban szűnt meg, beolvadva a Poprádi járásba.

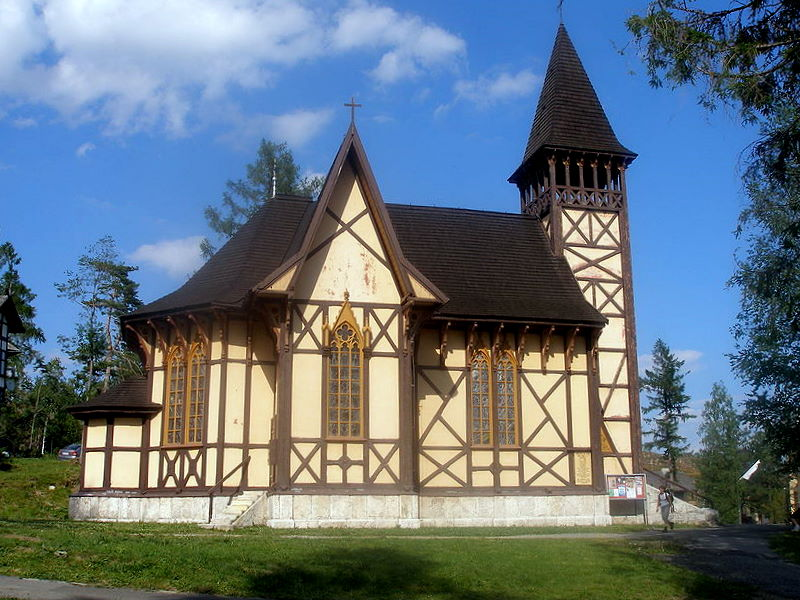
Ótátrafüred temploma

A tarajkai siklót 1951-ben és 1970-ben korszerűsítették.
1999 óta a település Magastátra város központja, itt van a város polgármesteri hivatala és önkormányzatának székhelye. A lakosság elsősorban a tátrai idegenforgalomból él, jelenleg a meglévő szállodák és éttermek korszerűsítése és bővítése mellett több új irodaház, üzleti és közlekedést szolgáló létesítmény építése folyik.

## Látnivalók
Ótátrafüred ma a tátrai turizmus központja, ahonnan túrautak indulnak a Magas-Tátra különböző részeire, melyek közül legnépszerűbb a Tar-patak vízesése. 

## Közlekedése

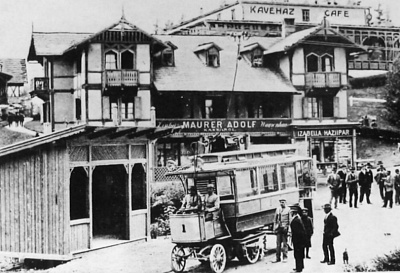
Troli a századfordulón

- A Tátrai villamosvasút Csorbató és Poprád közötti vonalának csomóponti állomása (Ótátrafüred vasútállomás), valamint innen indulnak Tátralomnicra a másik vonal szerelvényei. (A menetrendet évek óta úgy állítják össze, hogy Ótátrafüreden a két vonal között közvetlen csatlakozás legyen.)
- Ótátrafüred és Tarajka között közlekedik az Ótátrafüredi Siklóvasút.

## Nevezetességei
- Az 1904-ben épült Grandhotel eredetileg egy épületből állt, ezt később háromszor bővítették.
- Környéke bővelkedik a természeti szépségekben és kirándulóhelyekben.

## Külső hivatkozások
- Ótátrafüred a térképen
- Ótátrafüred a Magas-Tátra turisztikai honlapján
- A Grandhotel honlapja
- Információk a sípályákról
- A szlovák sífelvonók honlapja
- A Magas-Tátra információs portálja
- Az ótátrafüredi síközpontról